# Fagraea
Fagraea là một chi thực vật trong họ Gentianaceae. Hiểu theo nghĩa rộng nó bao gồm khoảng 70 loài cây gỗ, cây bụi, dây leo và thực vật biểu sinh/bán biểu sinh. Chúng có thể được tìm thấy trong các khu rừng, đầm lầy và các môi trường sống nhiệt đới khác ở châu Á từ Ấn Độ và Sri Lanka qua Đông Nam Á tới Australia và các đảo trên Thái Bình Dương – xa tới miền đông Polynesia, với trung tâm đa dạng ở Malesia, trong đó khoảng 50 loài có mặt tại Malaysia bán đảo và Borneo.

## Phân loại
Từng có thời được xếp trong họ Loganiaceae hay họ Potaliaceae. Tuy nhiên các phân tích cấp độ phân tử trong thập niên 1990 cho thấy nó và toàn bộ nhóm chứa nó (tông Potalieae) tốt nhất nên đặt trong họ Gentianaceae.
Trong quá khứ, người ta chia chi này thành 3 tổ/phân chi là Cyrtophyllum = Parviflorae, Fagraea = Fagraea verae = Corymbosae = Psedocorymbosae và Racemosae = Eufagraea = Pseudoracemosae.
Giai đoạn năm 2012-2014, M. Sugumaran, K. M. Wong và J. B. Sugau đã xem xét lại vấn đề phân loại Fagraea sensu lato và đề xuất việc tách ra thành các chi độc lập là Cyrtophyllum, Limahlania, Picrophloeus, Utania và Fagraea sensu stricto.

## Sử dụng
Nhiều loài Fagraea được con người sử dụng để lấy gỗ hoặc hoa. Hoa nở vào buổi chiều, thường có mùi thơm và thụ phấn nhờ dơi. Chúng quá nổi bật tới mức có những vai trò trong thần thoại Polynesia. Chúng làm cho các loài cây này trở thành hấp dẫn trong vai trò của cây cảnh. Một số được sử dụng để làm các vòng hoa (lei) trong văn hóa Hawaii. Trai tai (Fagraea auriculata), một loài cây gỗ cao tới 20 m, ra những bông hoa màu vàng rất to, ống tràng dài 10–12 cm và toàn bộ hoa rộng tới trên 30 cm, làm cho nó trở thành một trong những loài có hoa to lớn nhất trên thế giới. Nhiều loài, đặc biệt là những loài trong khu vực Malesia, sản sinh gỗ có giá trị kinh tế cao. Nó cũng được sử dụng để chạm khắc người gỗ tiki của người Māori. Một số loài được sử dụng trong y học cổ truyền, sản xuất nước hoa và liệu pháp dầu thơm. Hình tượng các bông hoa cũng được thể hiện trong nhiều tác phẩm mỹ thuật truyền thống của một số nền văn hóa trong khu vực.
Quả là thức ăn của nhiều loài động vật, như đà điểu đầu mào, dơi quạ và cầy.

## Các loài
The Plant List hiện tại công nhận chi này theo nghĩa rộng chứa 72 loài:
- Fagraea acutibracteata M.Wong & Sugau
- Fagraea annulata Hiern
- Fagraea auriculata Jack: Trai tai, ngứa.
- Fagraea berteroana A.Gray ex Benth.
- Fagraea blumei G.Don
- Fagraea bodenii Wernham
- Fagraea borneensis Scheff.
- Fagraea calcarea M.R.Hend.
- Fagraea carnosa Jack
- Fagraea carstensensis Wernham
- Fagraea ceilanica Thunb.: Trai xoan, trai Tích Lan, lậu bình, gia.
- Fagraea curtisii King & Gamble
- Fagraea dulitensis K.M.Wong & Sugau
- Fagraea epiphytica Elmer
- Fagraea euneura Scheff.
- Fagraea eymae Backer ex Leenh.
- Fagraea fastigiata Blume
- Fagraea floribunda K.M.Wong & Sugau
- Fagraea gardeniiflora Wernham
- Fagraea gardenioides Ridl.
- Fagraea gitingensis Elmer
- Fagraea graciliflora Leenh.
- Fagraea gracilipes A.Gray
- Fagraea havilandii K.M.Wong & Sugau
- Fagraea iliasii K.M.Wong & Sugau
- Fagraea imperialis Miq.
- Fagraea involucrata Merr.
- Fagraea kalimantanensis (Leenh.) K.M.Wong & Sugau
- Fagraea kinabaluensis K.M.Wong & Sugau
- Fagraea kuminii K.M.Wong & Sugau
- Fagraea litoralis Blume
- Fagraea longiflora Merr.
- Fagraea longipetiolata K.M.Wong & Sugau
- Fagraea macroscypha Baker
- Fagraea megalantha K.M.Wong & Sugau
- Fagraea oblonga King & Gamble
- Fagraea oreophila K.M.Wong & Sugau
- Fagraea plumeriiflora DC.
- Fagraea pyriformis S.Moore
- Fagraea rarissima K.M.Wong & Sugau
- Fagraea renae K.M.Wong & Sugau
- Fagraea resinosa Leenh.
- Fagraea ridleyi King & Gamble
- Fagraea salticola Leenh.
- Fagraea splendens Blume
- Fagraea stonei K.M.Wong & Sugau
- Fagraea ternatana Miq.
- Fagraea truncata Blume
- Fagraea tubulosa Blume
- Fagraea tuyukii K.M.Wong & Sugau
- Fagraea umbelliflora Gilg & Benedict
- Fagraea woodiana F.Muell.
- Fagraea caudata Ridl. = Cyrtophyllum caudatum[5]
- Fagraea fragrans Roxb. = Cyrtophyllum fragrans[5]: Trai lý, trai Nam Bộ.
- Fagraea gigantea Ridl. = Cyrtophyllum giganteum[5]
- Fagraea wallichiana Benth. = Cyrtophyllum wallichianum[5]
- Fagraea crenulata Maingay ex C.B.Clarke = Limahlania crenulata[4]: Bàng nước.
- Fagraea belukar K.M.Wong & Sugau = Picrophloeus belukar[6]
- Fagraea collina K.M.Wong & Sugau = Picrophloeus collinus[7]
- Fagraea elliptica Roxb. = Picrophloeus javanensis[6]
- Fagraea rugulosa K.M.Wong & Sugau = Picrophloeus rugulosus[6]
- Fagraea cuspidata Blume = Utania cuspidata[7]
- Fagraea maingayi C.B.Clarke = Utania maingayi[8]
- Fagraea montana K.M.Wong & Sugau = Utania montana[7]
- Fagraea peninsularis  K.M.Wong & Sugau = Utania peninsularis[8]
- Fagraea philippinensis K.M.Wong & Sugau = Utania philippinensis[7]
- Fagraea racemosa Jack = Utania racemosa[8]: Trai chùm, trai nhánh.
- Fagraea spicata Baker = Utania spicata[7]
- Fagraea stenophylla Becc. ex Merr. = Utania stenophylla[7]
- Fagraea teysmanii Cammerl. = Utania teysmanii[7]
- Fagraea volubilis Wall. = Utania volubilis[7]
  - F. volubilis var. microcalyx K.M.Wong & Sugau

## Thư viện ảnh

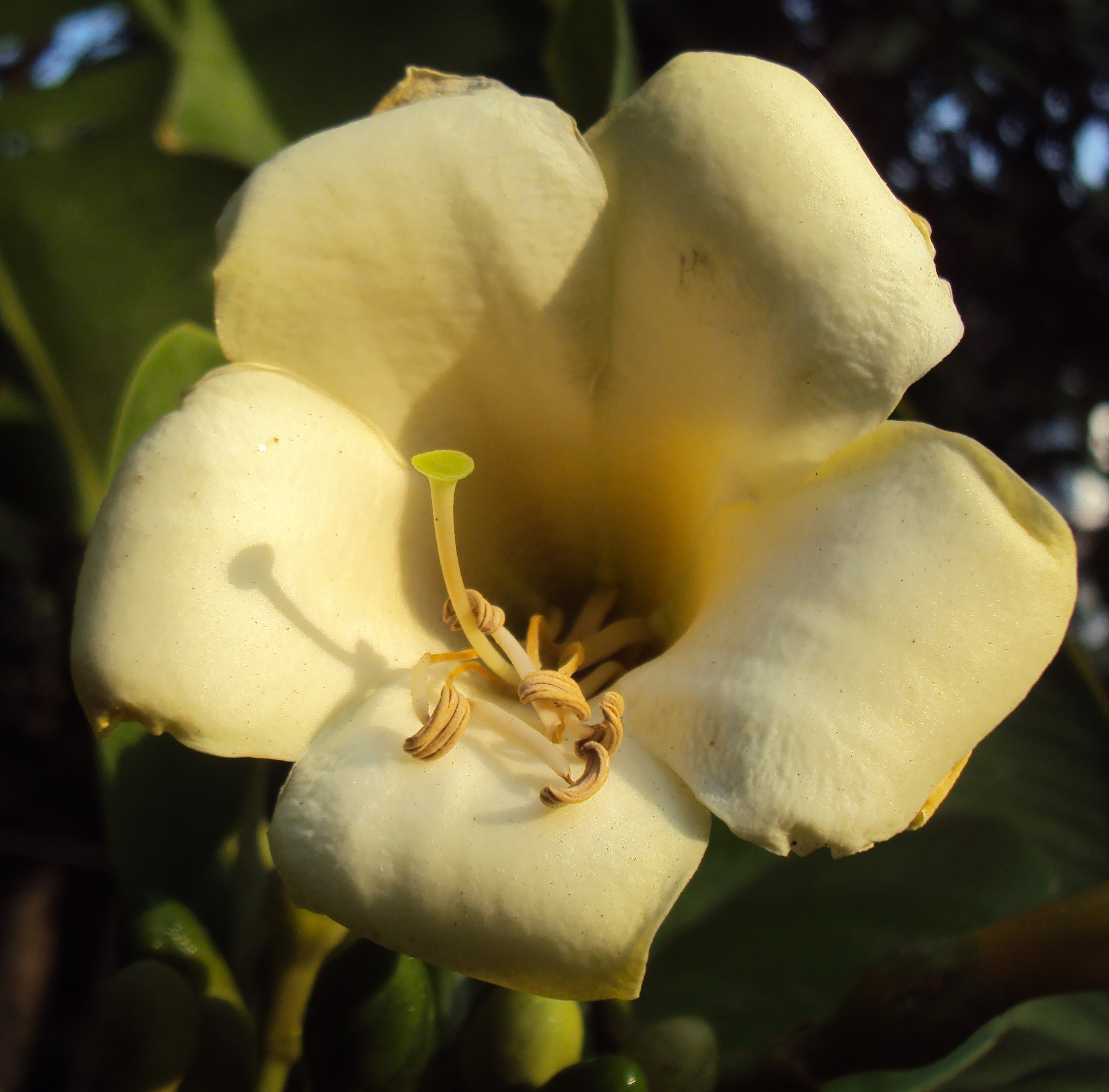
Hoa Fagraea ceilanica.
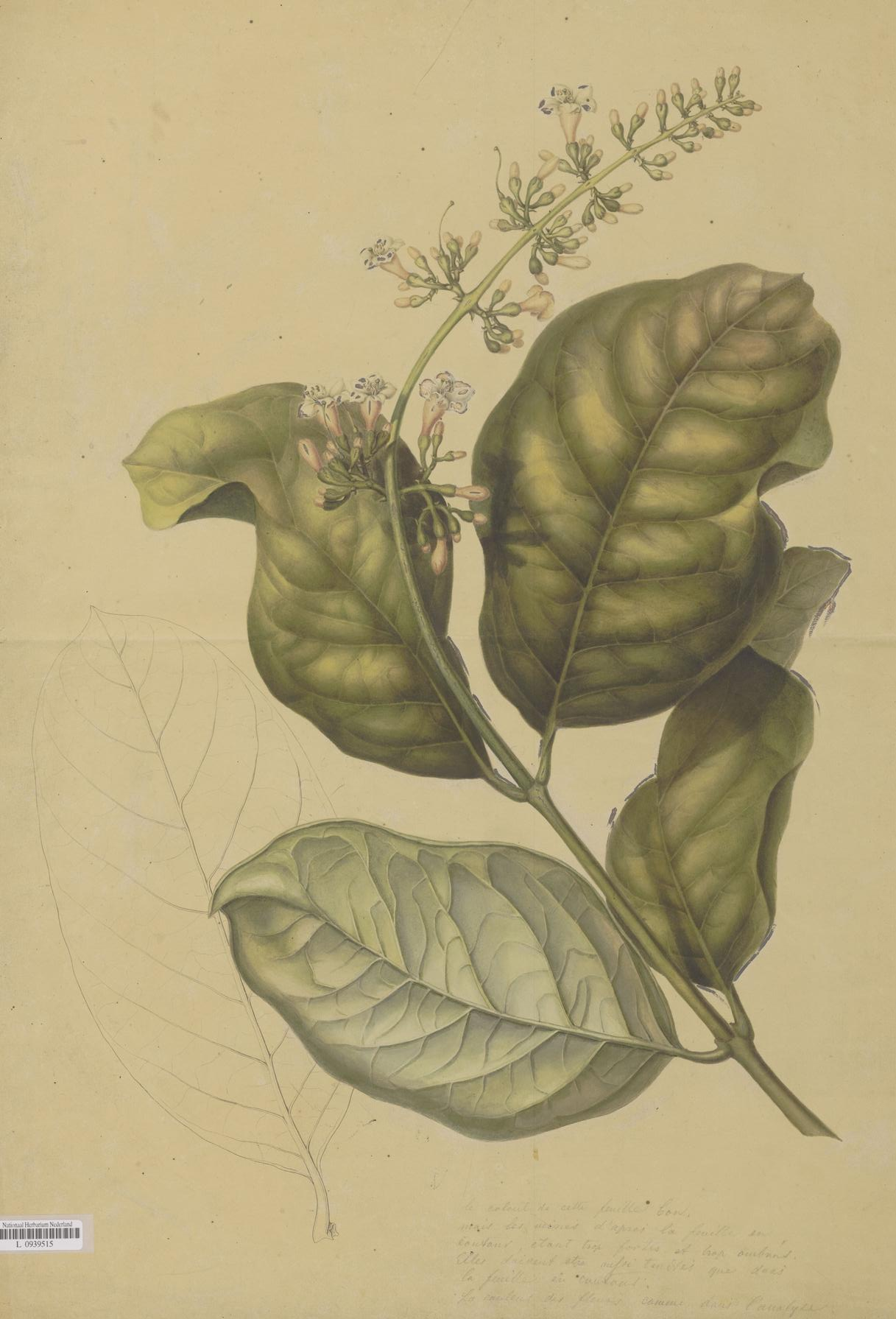
Fagraea racemosa Wallich, hình vẽ thế kỷ 19.
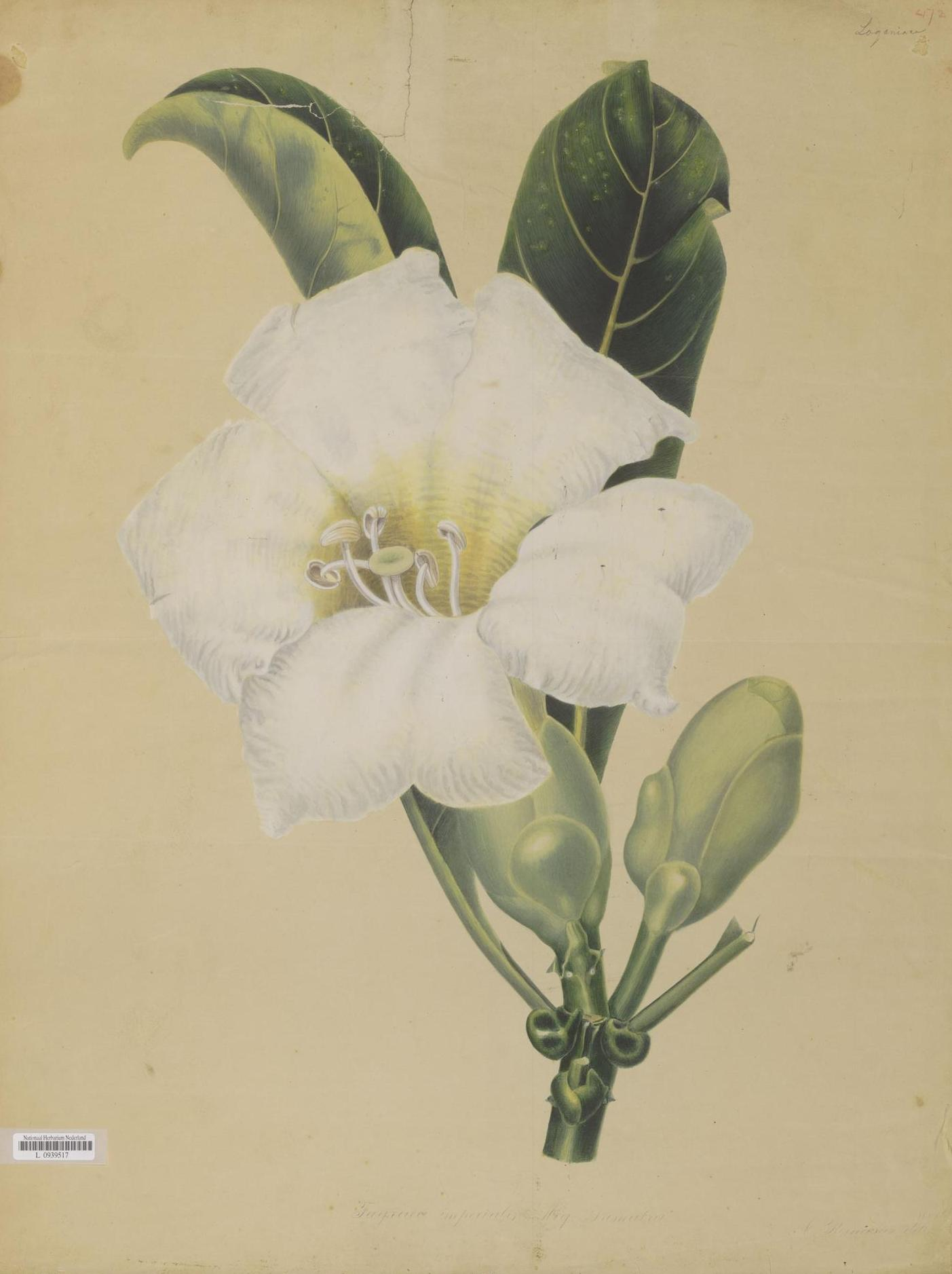
Fagraea imperialis Miquel, A. Bernecker, ~1860.